# Gymnoloma parvula
Gymnoloma parvula är en skalbaggsart som beskrevs av Hermann Burmeister 1844. Gymnoloma parvula ingår i släktet Gymnoloma och familjen Melolonthidae. Inga underarter finns listade i Catalogue of Life.